# 788 (szám)
A 788 (római számmal: DCCLXXXVIII) egy természetes szám.

## A szám a matematikában
A tízes számrendszerbeli 788-as a kettes számrendszerben 1100010100, a nyolcas számrendszerben 1424, a tizenhatos számrendszerben 314 alakban írható fel.
A 788 páros szám, összetett szám, kanonikus alakban a 22 · 1971 szorzattal, normálalakban a 7,88 · 102 szorzattal írható fel. Hat osztója van a természetes számok halmazán, ezek növekvő sorrendben: 1, 2, 4, 197, 394 és 788.
A 788 négyzete 620 944, köbe 489 303 872, négyzetgyöke 28,07133, köbgyöke 9,23652, reciproka 0,001269.